# Maiden Rock
Maiden Rock est un village du comté de Pierce, dans l'État du Wisconsin, aux États-Unis. En 2020, il comptait une population de 115 habitants.